# Сундуки
Горная гряда Сундуки — природно-исторический памятник природы республиканского значения в Орджоникидзевском и Ширинском районах Республики Хакасия.
С 18 июня 2011 года на территории горной гряды работает музей-заповедник «Сундуки».

## Описание
Горная гряда общей площадью — 2100 га тянется в направлении с юга на север, являясь продолжением Ефремкинского хребта отрогов Кузнецкого Алатау. Гряда состоит из пяти отдельно стоящих гор-останцов высотой до 200 метров. Свое название гряда получила от самой северной горы, на вершине которой находится скала-останец «Сундук» в форме параллелепипеда, напоминающего своими очертаниями сундук. Другое название горы Онло. Сами горы получили соответствующие порядковые номера: 1-й, 2-й, 3-й, 4-й и 5-й сундуки. Останец сложен из красного девонского песчаника характерного буро-коричневого цвета. Отсюда его другое название (хак. Хызыл-хая (Красная скала). Для всех Сундуков характерна резкая асимметрия: восточный склон на вершине круто обрывается вниз, западный же полого спускается в долину. Иногда к Сундукам относят ещё 4 горы южнее русла Белого Июса (6-9-й сундуки соответственно): Абыях-хая (Братская скала), Крест-хая (Крестовая скала), Орта-хая (Средняя скала), Узунхая (Длинная скала).

## Природа

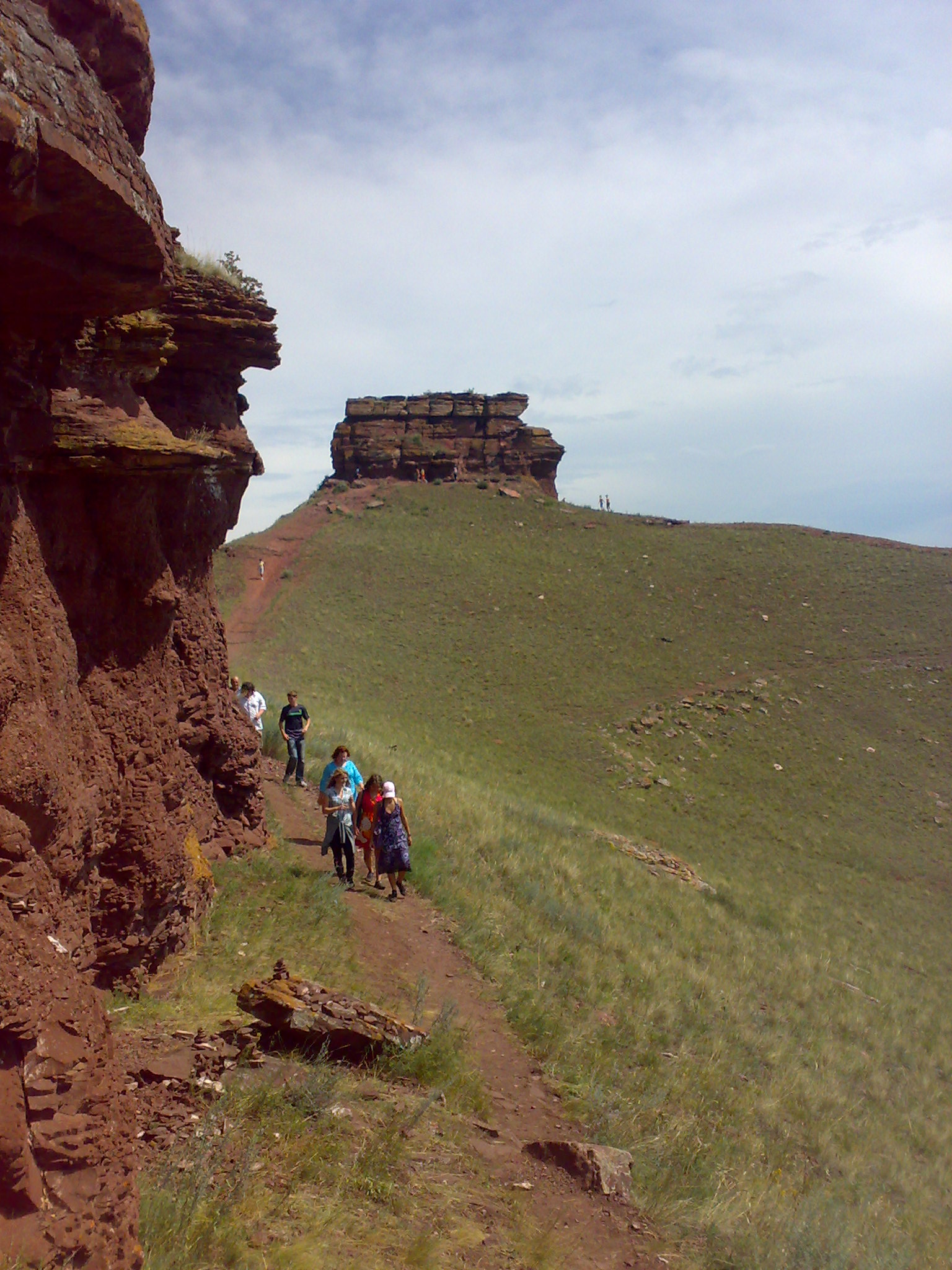
Останец-«Сундук»

Под охраной находятся: различные варианты фитоценозов, сохранившихся целинных участков степей, исторические места, связанные с древними поселениями человека (наскальные рисунки, культурно-исторические комплексы, курганы, древние захоронения и др.), места произрастания ценных, редких и эндемичных растений (володушка козелецелистная, панцерина шерстистая, башмачок крупноцветковый, дриада и др.) и обитание редких видов птиц (сапсан, балобан, степная пустельга, могильник, филин, степной орёл). Статус ООПТ определён решением Хакасского облисполкома от 21 июля 1988 № 164.

## Исследования

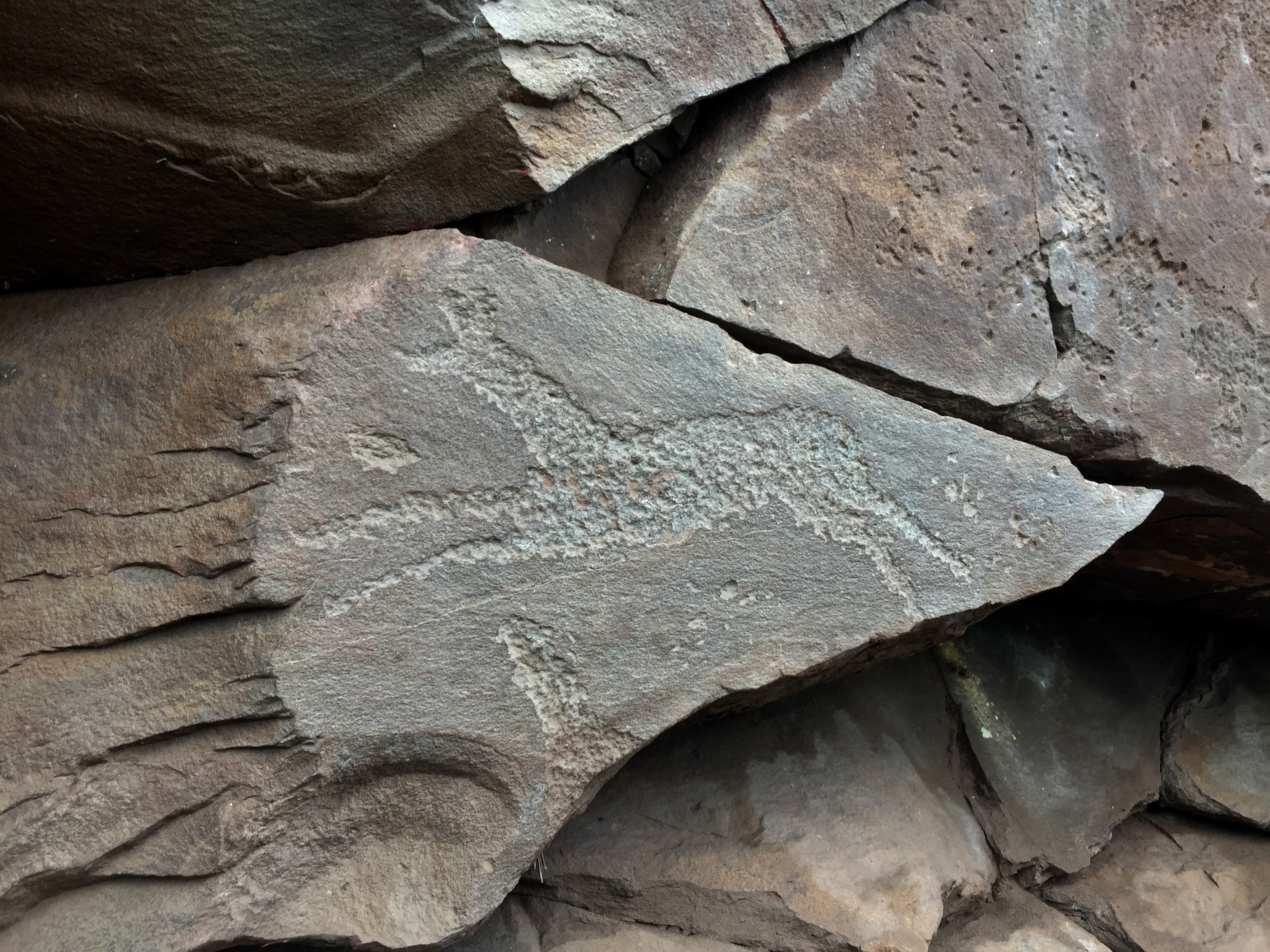
Древний наскальный рисунок на четвертом сундуке, косуля

Большой вклад в изучение и популяризацию памятника природы вносил Виталий Епифанович Ларичев — автор многочисленных научных и научно-популярных книг, в частности по палеоастрономии: интерпретации памятников культуры древних людей, которые, по мнению исследователя, могли воплощать в себе представление их создателей о строении вселенной.